# Tango 3.0
Albums de Gotan Project
Lunático
Tango 3.0 est le troisième album du groupe Gotan Project publié en 2010.

## Liste de titres
| 1.    | Tango Square       | 3:46 |
| 2.    | Rayuela            | 4:27 |
| 3.    | Desilusión         | 4:24 |
| 4.    | Peligro            | 3:57 |
| 5.    | La Gloria          | 3:47 |
| 6.    | Mil Millones       | 5:49 |
| 7.    | Tu Misterio        | 3:21 |
| 8.    | De Hombre a Hombre | 3:25 |
| 9.    | El Mensajero       | 2:35 |
| 10.   | Panamericana       | 4:33 |
| 11.   | Érase Una Vez      | 4:20 |
| 44:24 |                    |      |

CD Bonus pour l'Édition Limitée Deluxe
| No  | Titre                                                         | Durée |
| --- | ------------------------------------------------------------- | ----- |
| 1.  | De Hombre a Hombre (Nicolas Repac RMX)                        |       |
| 2.  | Rayuela (Daniel Haaksman RMX)                                 |       |
| 3.  | Peligro (Lagartijeando RMX)                                   |       |
| 4.  | La Gloria (El Remolon RMX)                                    |       |
| 5.  | Diván                                                         |       |
| 6.  | Santa María (Del Buen Ayre) (Demus RMX)                       |       |
| 7.  | Inmigrante                                                    |       |
| 8.  | La Gloria (3Fulanos feat Magnus Mefisto - Mäuss RMX)          |       |
| 9.  | La Gloria (Bert on beats RMX)                                 |       |
| 10. | Santa María (Del Buen Ayre) (Aaron Jerome Final Subtract RMX) |       |
| 11. | Panamericana (The Count & Sinden Caravan of Courage RMX)      |       |
| 12. | La Música de Siempre                                          |       |
| 13. | Panamericana (Michel Cleis RMX) PART 1                        |       |
| 14. | La Gloria (Poirier RMX)                                       |       |
| 15. | Panamericana (Michel Cleis RMX) PART 2                        |       |
| 16. | Esclava del Amor                                              |       |

## Divers
- Rayuela réfère au roman du même nom de Julio Cortázar. De plus, on entend, par-dessus la musique, la lecture du chapitre 7.[réf. nécessaire]